# 李象辰
李象辰（?—?），河南省開封府祥符縣人，清朝政治人物、進士出身。
光緒三年（1877年），参加丁丑科殿試，登進士二甲第96名。同年五月，分部學習。